# František Fric
František Fric (22. července 1911 Praha – 7. října 1975 Hranice) byl český lesní inženýr a spisovatel.

## Život
Jeho otec, František Fric, byl městským stavitelem v pražské čtvrti Nusle. Matka, Anna Novotná-Fricová, pocházela z Nučic u Prahy.
Za druhé světové války působil v Kunštátě na Moravě jako vedoucí polesí a bydlel na kunštátském zámku. Poté několik let působil jako lesní inženýr na polesí v Rýmařově Janovcích. Zde napsal některá svá díla. Poté se přestěhoval do Lipníka nad Bečvou, kde působil jako profesor na lesnické škole. Zemřel v Hranicích, kde je pochován na městském hřbitově.
Často účinkoval v ostravském televizním pořadu Lovy beze zbraní. Byl dvakrát ženatý, poprvé s Doubravkou Cenkovou, s níž měl dceru Miladu-Jitku Fricovou a podruhé s Miladou Vyrvolovou, s kterou měl dceru Jarmilu Fricovou.

## Tvorba
- Mysliveckou stezkou (1959)
- Kudu větevnice (1961)
- Bílá manéž (1962)
- Ozvěny ticha (1969)
- Zrzek (1973)